# Andrés Montenegro
Andrés Gabriel Montenegro (Buenos Aires, Argentina, 28 de abril de 1978) es un exfutbolista y actual entrenador argentino. Jugaba de delantero. Actualmente es el DT de Almagro.

## Trayectoria
Surgido de las inferiores del Club Atlético Vélez Sarsfield vio luz en la Primera División de la mano de Solari en el Apertura de 1998, con la camiseta 36. Pero con la salida del entrenador y la llegada de Eduardo Manera su situación se complicó, a tal punto de ser bajado del plantel superior durante la pretemporada de verano de 1999. No obstante, confiado a las oportunidades que en Liniers acostumbran a brindar, este delantero esperó con paciencia una nueva chance durante todo ese año, pero lamentablemente no fue tenido en cuenta y en el 2000 pasó a préstamo al Sociedad Deportiva Aucas de Ecuador.
Sin mucho que destacar, retornó al país pero Vélez lo dejó libre, con lo que decidió bajar unas categorías en busca de continuidad. Para principios del Siglo XXI, Montenegro transitó por varios clubes del ascenso en Argentina pasando sus primeros años por el Club Social y Deportivo Flandria en la temporada 2001/02 y el Club Deportivo Morón en el segundo semestre del 2002.
Una vez más se le volvió a dar la chance de emigrar al extranjero. En 2003, el Club Social y Deportivo Audaz Octubrino, también de Ecuador. Sin embargo volvió rápidamente el país.
Volvió a su país y pudo fichar en el Club Atlético Brown de Adrogué contando tres etapas distintas con idas y vueltas.
En 2004, se dio su único paso por el fútbol europeo. Más precisamente, en Italia, el Pievigina Calcio del ascenso lo contrató para jugar. Sin embargo no tuvo grandes actuaciones a pesar de que haya sido una gran experiencia para el con tan solo 25 años.
Luego, también jugó en el Club Almirante Brown en la temporada 2005/2006.
En la temporada 2007/2008, Montenegro fue fichado por el Club Atlético Acassuso, de la Primera B. Allí jugó 35 partidos marcando 11 goles a lo largo de todo el campeonato.
En 2008 arribó nuevamente a un club que el conocía y logró desarrollar una exitosa segunda etapa en Flandria teniendo una gran estadía en el "canario". En la temporada 2008/2009, marcó un total de 18 tantos en los 40 partidos que jugó. Disputó 39 partidos y marcó 11 goles en la temporada 2009/2010. Como resumen, en su segunda etapa en Flandria, Montenegro jugó 79 partidos convirtiendo 39 goles (un promedio de un gol cada dos partidos).
En 2010 llegó a Defensores de Belgrano, club con el que no pudo ascender pero llegó a disputar la promoción contra Independiente Rivadavia. Disputó 44 encuentros y marcó 13 goles en total. Probablemente haya sido uno de los mejores años de su carrera debido a que se hizo reconocido en todo el ascenso argentino.
En 2011 es fichado por el Club Atlético Estudiantes de Argentina, club que disputaba la Primera B, tercera categoría del fútbol nacional. Disputó un total de 35 partidos marcando 11 goles en toda la temporada. Sin duda, un gran paso por la institución de Caseros.
A mediados de 2012 pasó al Club Atlético Temperley, donde jugó un año entero convirtiendo 5 goles en un total de 31 partidos. No fue un gran año para el "lobo" debido a que no alcanzó a tener tantos buenos rendimientos, a pesar de su continuidad.
A mediados de 2013 arribó al Club Atlético Nueva Chicago. Expresamente, Mario Finarolli, técnico del equipo verdinegro, le pidió a los dirigentes del club que ficharan al centro-delantero que contaba con gran experiencia en la categoría. En su debut el 4 de agosto, a pesar de no haber tenido un gran partido, convirtió un gol que le dio el empate a su equipo frente a Atlanta. Disputó 31 partidos en toda la temporada cosechando 8 goles. El conjunto verdinegro lograría el ascenso a la Primera B Nacional luego de ganar el campeonato.
El Club Social y Deportivo Flandria había descendido a la Primera C, y como no iba a ser tenido en cuenta por Omar Labruna en Chicago, decidió volver al "Canario" para intentar ascender a la B Metropolitana. Marcó 9 goles en 17 partidos disputados. Tuvo en gran semestre, logrando el tan ansiado campeonato que le dio el ascenso a su club. El delantero hizo el gol del ascenso en la final frente a San Telmo.
En 2018 debutó como entrenador de Flandria, obtuvo el ascenso a la Primera Nacional en 2021. En 2023 entrena en dos equipos Acassuso dirigiendo 12 partidos y después en Nueva Chicago.
El 13 de diciembre de 2024 anunció como entrenador de Estudiantes de Buenos Aires, quién fue jugador de la institución entre 2011 y 2012.
El lunes 11 de agosto se confirma como nuevo DT de Almagro.

## Clubes

### Como jugador
| Club                   | País      | Año       |
| ---------------------- | --------- | --------- |
| Vélez Sarsfield        | Argentina | 2000-2001 |
| Deportivo Aucas        | Ecuador   | 2000      |
| Flandria               | Argentina | 2001-2002 |
| Deportivo Morón        | Argentina | 2002      |
| Audaz Octubrino        | Ecuador   | 2003      |
| Brown (A)              | Argentina | 2003-2004 |
| Pievigina Calcio       | Italia    | 2004      |
| Brown (A)              | Argentina | 2005      |
| Almirante Brown        | Argentina | 2005-2006 |
| Brown (A)              | Argentina | 2006-2007 |
| Acassuso               | Argentina | 2007-2008 |
| Flandria               | Argentina | 2008-2010 |
| Defensores de Belgrano | Argentina | 2010-2011 |
| Estudiantes (BA)       | Argentina | 2011-2012 |
| Temperley              | Argentina | 2012-2013 |
| Nueva Chicago          | Argentina | 2013-2014 |
| Flandria               | Argentina | 2014-2017 |

### Como entrenador
Datos actualizados al último partido dirigido el 29 de junio de 2025.
| Club                 | País                 | Año                  | PJ  | PG | PE | PP | GF  | GC  | DG  | EF%    |
| -------------------- | -------------------- | -------------------- | --- | -- | -- | -- | --- | --- | --- | ------ |
| Flandria             | Argentina            | 2018-2022            | 113 | 42 | 36 | 35 | 149 | 115 | +34 | 47.79% |
| Acassuso             | Argentina            | 2023                 | 11  | 3  | 7  | 1  | 9   | 8   | +1  | 48.48% |
| Nueva Chicago        | Argentina            | 2023-2024            | 64  | 29 | 19 | 16 | 67  | 44  | +23 | 55.21% |
| Estudiantes (BA)     | Argentina            | 2025                 | 21  | 8  | 6  | 7  | 19  | 16  | +3  | 46.03% |
| Total en sus equipos | Total en sus equipos | Total en sus equipos | 209 | 82 | 68 | 59 | 244 | 183 | +61 | 49.92% |